# حفاری (زمین)
حفاری به عملیات کندن زمین با هدف ایجاد تونل، حفره یا سوراخ اطلاق می‌شود. حفاری می‌تواند جهت رسیدن به نفت، آب، گاز و غیره انجام گیرد. عملیات حفاری در زمین‌شناسی، کشاورزی، هیدرولوژی، مهندسی عمران و اکتشاف مواد معدنی مورد استفاده قرار می‌گیرد.